# Танагура

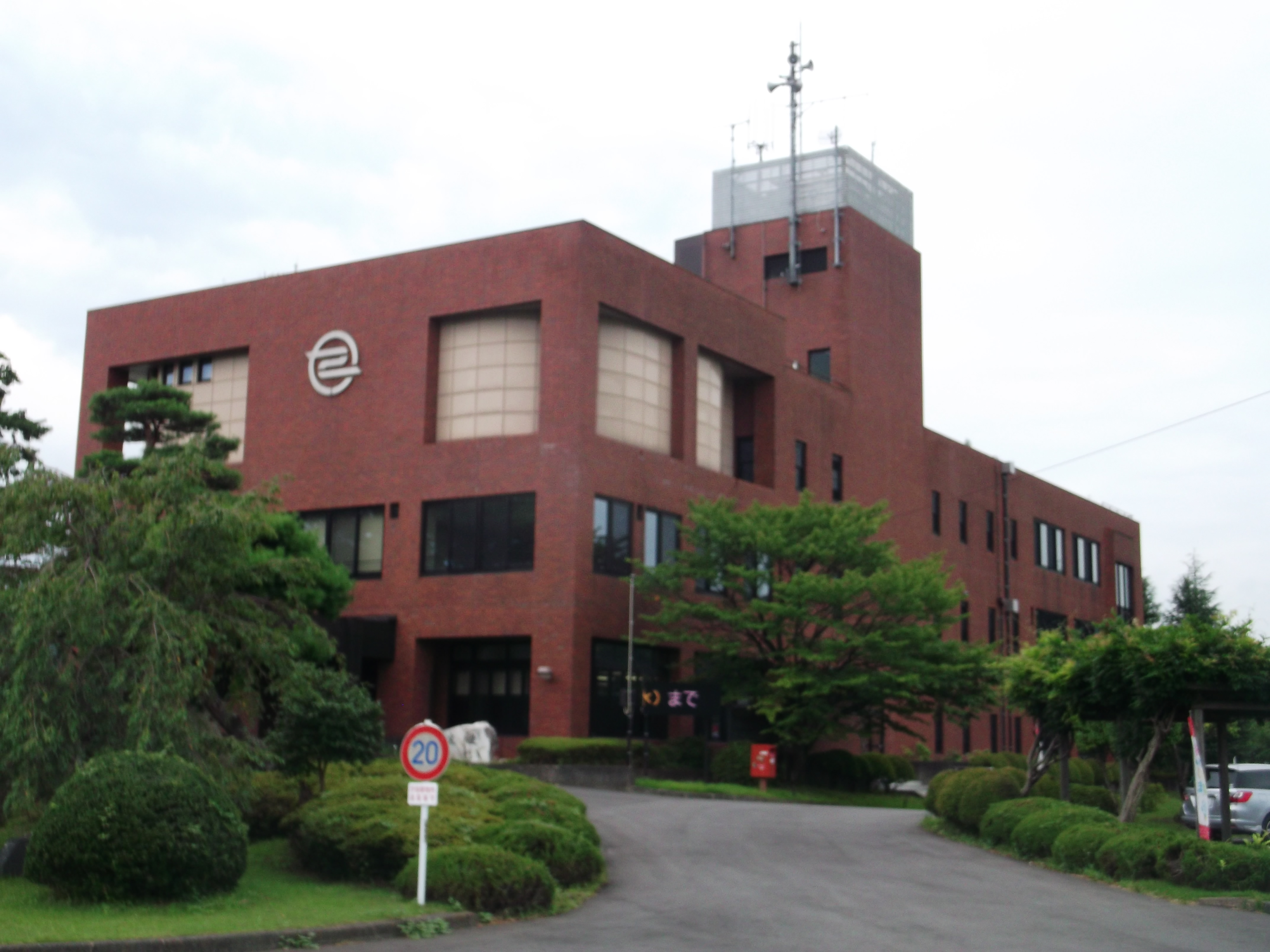
Мэрия посёлка Танагура

Тана́гура (яп. 棚倉町 Танагура-мати) — посёлок в Японии, находящийся в уезде Хигасисиракава префектуры Фукусима. Площадь посёлка составляет 159,82 км², население — 14 478 человек (1 августа 2014), плотность населения — 90,59 чел./км².

## Географическое положение
Посёлок расположен на острове Хонсю в префектуре Фукусима региона Тохоку. С ним граничат города Сиракава, Отавара, посёлки Ямацури, Ханава, Асакава, Насу, Дайго и село Самегава.

## Население
Население посёлка составляет 14 478 человек (1 августа 2014), а плотность — 90,59 чел./км². Изменение численности населения с 1980 по 2005 годы:
| 1980 | 16 105 чел. |  |
| 1985 | 16 510 чел. |  |
| 1990 | 16 606 чел. |  |
| 1995 | 16 547 чел. |  |
| 2000 | 16 376 чел. |  |
| 2005 | 15 795 чел. |  |

## Символика
Деревом посёлка считается сосна, цветком — рододендрон.